# Morialta Conservation Park
Morialta Conservation Park är en park i Australien. Den ligger i delstaten South Australia, omkring 11 kilometer öster om delstatshuvudstaden Adelaide.
Runt Morialta Conservation Park är det ganska tätbefolkat, med 58 invånare per kvadratkilometer.. Närmaste större samhälle är Adelaide, omkring 11 kilometer väster om Morialta Conservation Park. 
I omgivningarna runt Morialta Conservation Park växer i huvudsak blandskog. Genomsnittlig årsnederbörd är 593 millimeter. Den regnigaste månaden är juli, med i genomsnitt 95 mm nederbörd, och den torraste är december, med 13 mm nederbörd.